# Bristol Brigand
Bristol Brigand byl britský bombardovací letoun, určený pro boj proti lodím a pozemním cílům. Letoun sloužil i jako střemhlavý bombardér. Letoun byl vyvinut společností Bristol Aeroplane Company jako náhrada za starší letouny Bristol Beaufighter. Bylo postaveno celkem 147 letounů, které sloužily u Royal Air Force v Malajsii během tzv. Malajské krize (Operace FIREDOG), v Iráku a v Adenu až do doby, kdy byly nahrazeny letouny de Havilland Hornet a English Electric Canberra.

## Vývoj a popis
Letoun Bristol Type 164 má svůj počátek v roce 1942, kdy britské ministerstvo letectví vydalo specifikace H.7/42, které požadovaly rychlejší verzi letounu Bristol Beaufighter pro účely torpédování lodí při letech na dlouhé vzdálenosti. Specifikace ministerstva letectví požadovaly raději letoun s jednoduchou ocasní plochou, ale nakonec bylo od tohoto požadavku ustoupeno. V dubnu 1943 byly objednány první 4 prototypy.
Konstrukční tým společnosti Bristol, který vedl Leslie J. Frise, použil křídlo, ocasní část a podvozek z letounu Bristol Buckingham. Trup letounu byl zcela nový s oválným průřezem. Posádku tvořili tři muži – pilot, navigátor/bombometčík a radiooperátor/střelec – kteří seděli spolu v jednom kokpitu v přední části letounu. První prototyp vzlétl 4. prosince 1944 poháněný motory Centaurus VII o výkonu 2 400 k. Sériové letouny byly vybaveny motory Centaurus 57, které při vstřikování vody a metanolu do válců dosahovaly výkonu 2 500 k.
V době zalétávání prvních prototypů však bylo jasné, že válka v Evropě se chýlí ke konci. Proto britské ministerstvo letectví rozhodlo o začlenění těchto letounů do sil, které se budou podílet na invazi do Japonska. Po kapitulaci Japonska v roce 1945 ztratilo o letoun pro torpédové bombardování zájem a změnilo jeho určení na bombardér.
Navzdory oficiální změně určení letounu na bombardér, bylo prvních 11 strojů postaveno jako torpédové bombardéry pod označením Brigand TF.1. Letouny TF.1 mohly nést až 16 neřízených raket pod křídlem a jedno torpédo pod trupem. Místo torpéda mohl letoun nést pod trupem bomby nebo miny. Tyto první letouny poté sloužily u pobřežního velitelství RAF v letech 1946–47. Poté byly přestavěny na bombardéry.
Další vyráběnou verzí byla již zmíněná bombardovací verze Brigand B.1. Od svého předchůdce se lišila jiným tvarem krytu kokpitu s neprůstřelným čelním sklem. Letoun měl také odstraněn zadní kulomet ráže 12,7 mm, který byl umístěn u verze TF.1 vzadu v kokpitu, přičemž střílel směrem dozadu.
Od této verze byla odvozena verze Brigand Met.3, což byla neozbrojená verze pro meteorologický průzkum s možností fotografování. Tyto letouny působily nad Indickým oceánem ze základny Negombo na Cejlonu. Poslední nově vyráběnou verzí byl Brigand T.4. Devět nových letounů a několik přestavěných z verze B.1 bylo vybaveno leteckým radarem a sloužilo při výcviku navigátorů pro noční operace. Instalací jiného radaru byly tyto letouny přejmenovány na Brigand T.5. Tyto letouny sloužily až do roku 1958.

## Služba

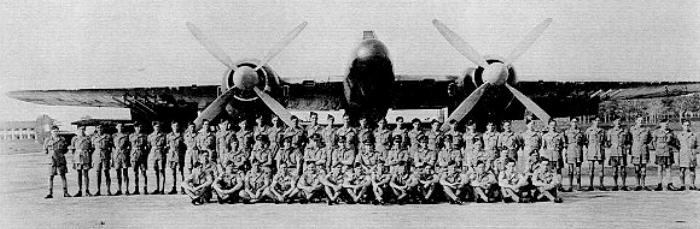
Bristol Brigand, 45. peruť RAF, Tengah, Singapur

První jednotkou, která přezbrojila z letounů Beaufighter na letouny Brigand, byla 45. peruť RAF na letecké základně RAF Station Tengah v Singapuru. Tato jednotka se zapojila do bojů proti komunistickým povstalcům při jejich povstání v Malajsii. První Brigand se vydal na cestu na základnu Tengah v listopadu 1949. Po letových zkouškách se tento letoun zúčastnil první bojové mise 19. prosince 1949. Letoun společně se čtveřicí letounů Beaufighter z 45. perutě zaútočil proti cílům v džungli v Malajsii. Během tohoto letu letoun nesl tři rakety, jednu leteckou pumu 230 kg (500 liber) a dvě letecké pumy 450 kg (1 000 liber). Operace byla úspěšná a 45. peruť brzo přezbrojila na tento typ letounů, jak přicházely další stroje.
Poté byly letouny Brigand 45. a brzy poté i 84. perutě RAF běžně nasazovány k úderům proti komunistickým povstalcům v celém Malajsku. Letouny byly nasazovány k přímým útokům, k provádění blízké letecké podpory pozemních jednotek a k leteckému krytí pozemních zásobovacích konvojů proti případným přepadům.
Během tohoto nasazení se projevily určité technické problémy. Prvním byl problém s podvozkem letounu. Bylo zjištěno, že problém je s těsněním hydrauliky podvozku, které se vlivem horkého a vlhkého podnebí postupně rozpadalo a prokázalo se v těchto podmínkách jako nevhodné. Když byl tento problém vyřešen objevil se další, vážnější problém, protože vedl k těžkým nehodám. Letouny totiž měly sklon k poškození nebo dokonce zničení od čtveřice zabudovaných kanónů ráže 20 mm. Bylo zjištěno, že nahromadění plynů v dlouhých hlavních kanónů, které byly vedeny pod pilotní kabinou, způsobuje exploze vysoce výbušných granátů v zbraních. Tyto exploze přerušily a zapálily hydraulické okruhy a letoun se tak vlastně sestřelil sám. Tento problém byl vyřešen drastickým omezením nesené munice a použitím klasických nevýbušných projektilů. Letouny Brigand také měly sklon přijít o list vrtule, což vedlo k destrukci celé vrtule. Destrukcí vrtule vznikalo vážné ohrožení celistvosti křídla, nebylo vyloučeno jeho úplné odlomení, což nevyhnutelně vedlo k havárii letounu. Bylo zjištěno, že tento problém je způsoben větší náchylností ke korozi kritických částí vrtule. Tento problém pomohla vyřešit jen lepší údržba zaměřená na tento problém.
Když všechno pracovalo tak jak má, byl letoun Brigand považován za dobré letadlo, se kterým se dobře létalo. Group Captain (v té době Squadron Leader) A. C. Blythe, velitel 45. perutě RAF o tomto letounu řekl:
„S Brigandem se příjemně létalo, protože měl příjemně vyvážené řízení a široký rozsah výkonů dvojice motorů Bristol Centaurus. Tyto vlastnosti činily letoun skvělý pro létání ve formaci, což bylo důležité pro metody našich operací. Letoun měl také dostatečný dolet pro dosažení cílů v celém Malajsku z nové základny perutě v Tengah v Singapuru.“
Jak však narůstaly technické problémy s Brigandy, velitelé obou jednotek začali mít vážné pochybnosti o jejich dalším nasazování do akcí. Bylo rozhodnuto udržet je pomocí důkladné údržby v provozu tak dlouho jak to bude možné a bezpečné.
Bohužel se projevila další konstrukční závada na aerodynamických brzdách, které byly vyrobeny z kůže, a které se používaly při střemhlavém bombardování. V tropických klimatických podmínkách Malajsie kůže hnila a to způsobovalo selhání brzd. Toto selhání vedlo ke ztrátě křídel letounu vlivem vysoké rychlosti při střemhlavém letu nebo k rotaci letounu, když působila jen jedna brzda. Jakmile byl tento problém objeven, byly aerodynamické brzdy všech letounů Brigand vyřazeny z činnosti, což snížilo bombardovací schopnosti letounu.
45. peruť poté přezbrojila na letouny de Havilland Hornet v lednu 1952, zatímco 84. peruť byla rozpuštěna v únoru 1953. Brzy poté byly letouny Brigand odstaveny na zemi a vyřazeny ze služby.
Brigandy také sloužily v Adenu u 8. perutě RAF od roku 1950 do roku 1952. Poté, co byly zjištěny závady na jejich nosné konstrukci, byly letouny nahrazeny stroji de Havilland Vampire.

## Varianty

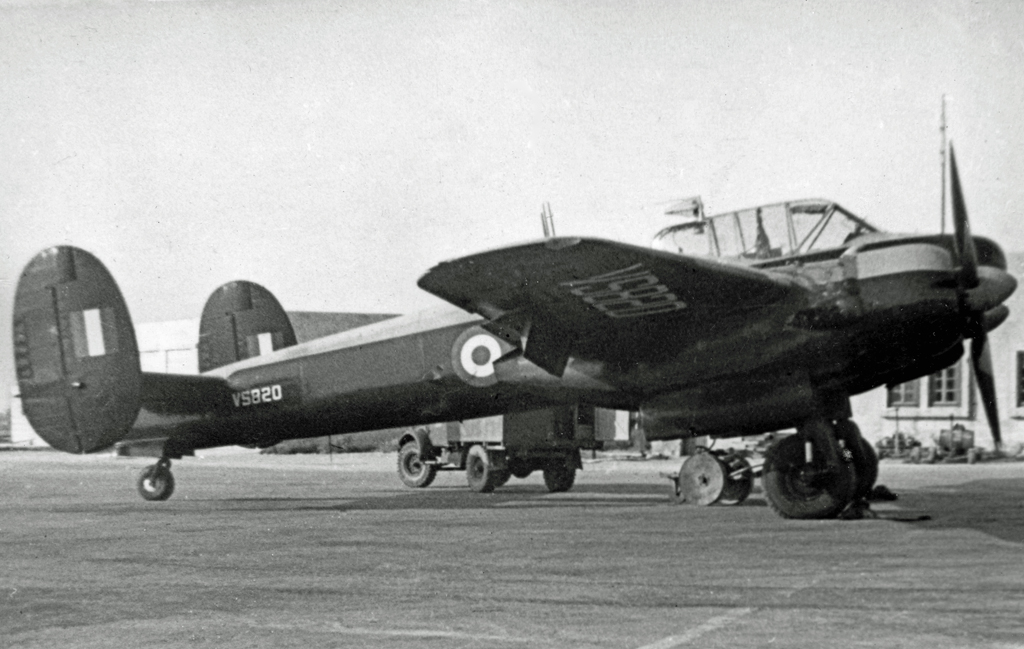
Brigand MET.3, Malta, červen 1949

Type 164 Brigand
Prototypy vybavené původně motory Centarus VII. Postaveny 4 stroje.
Brigand TF.1
Sériová verze sloužící jako torpédový bombardér. Postaveno 11 strojů, které byly později přestavěny do verze. B.1.
Brigand B.1
Bombardovací verze. Odstraněn zadní kulomet a přidány závěsy pro externě nesené bomby a rakety. Postaveno 107 strojů a 11 přestavěno z verze TF.1
Type 165 Brigand II
Plánovaná cvičná verze se zdvojeným řízením. Nebyla postavena.
Brigand Met.3
Neozbrojená verze pro meteorologický průzkum. Postaveno 16 strojů.
Brigand T.4
Cvičná verze, která byla používána pro výcvik operátorů radaru. 9 nových strojů bylo přestavěno později na verzi T.5.
Brigand T.5
Vylepšená cvičná verze. Letouny byly jako verze T.4 používány pro výcvik operátorů radaru. Letouny byly přestavěny z verzí B.1 a T.4.

## Specifikace (Brigand B.1)
Technické údaje pocházejí z publikace „Beaufighter in action“.

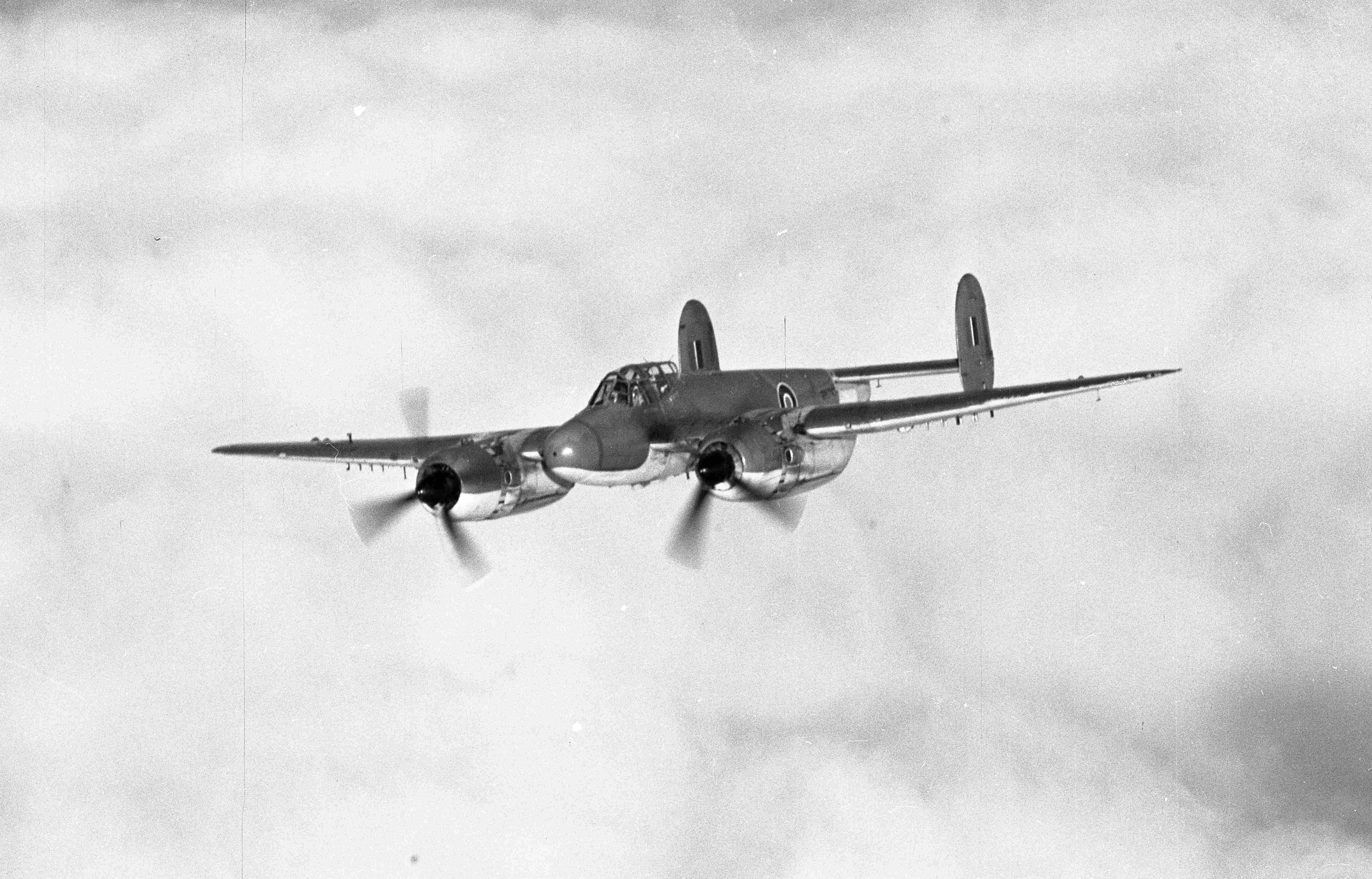
Bristol Brigand (RH747)

### Technické údaje
- Posádka: 3
- Rozpětí: 22 m
- Délka: 14,7 m
- Výška: 5,33 m
- Nosná plocha: 66,7 m²
- Plošné zatížení: ? kg/m²
- Prázdná hmotnost: 11 607 kg
- Max. vzletová hmotnost: 17 690 kg
- Pohonná jednotka: 2× hvězdicový motor Bristol Centaurus 57
- Výkon pohonné jednotky: 2 470 k (1 842 kW)

### Výkony
- Cestovní rychlost: ? km/h ve výšce ? m
- Maximální rychlost: 576 km/h (358 mph) ve výšce 4 180 m (13 700 stop)
- Dolet: 4 500 km (2 800 mil)
- Dostup: 7 924 m (26 000 stop)
- Stoupavost: 1 500 stop/min (460 m/min)

### Výzbroj
- 4× letecký kanón Hispano Mk V cannon ráže 20 mm
- až 16× raketa RP-3 o hmotnosti 27 kg
- 1× torpédo 559 mm nebo bomby až do hmotnosti 907 kg (2 000 liber)

## Uživatelé
Pákistán
- Pákistánské letectvo – zkoušelo tři stroje. K objednávce nedošlo.[2]

 Spojené království
- Royal Air Force

#### Související vývoj
- Bristol Buckingham
- Bristol Buckmaster

#### Podobná letadla
- Bristol Beaufighter